# جزيرة تاناه ميراه
جزيرة تاناه ميراه وهي جزيرة من جزر إندونيسيا، وتتبع إقليم كليمنتان الجنوبية في إندونيسيا.